# Medina (Szaúd-Arábia)
Medina (arabul:  المدينة  vagy المدينة المنورة ) egy város Szaúd-Arábia nyugati részének Hidzsáz régiójában. Mekka után az iszlám vallás második legszentebb városa. Népessége 1 180 770 fő volt 2010-ben.
Medina eredeti neve Jatrib volt, később lett „a próféta városa” (Madīnat an-Nabī) vagy „a megvilágosodott / ragyogó város” (Al-Madīna al-Munawwara). Rövid neve, Medina egyszerűen várost jelent, és mind a mai napig használatos köznévi értelemben is. Vallási jelentősége onnan származik, hogy itt található Mohamed próféta szentélye, a „próféta mecsetje” (Maszdzsid an-Nabaví), híresebb nevén a Próféta kupolája (Qubbat an-Nabí), vagy Zöld Kupola, amit Mohamed háza mellé építettek. A próféta háza később a mecset része lett, mikor azt az Omajjád Valíd ibn Abdel Malik kalifa kibővítette. Az iszlám első mecsetje is Medinában található, ez a Quba Mecset (Maszdzsid Quba).
Mekkához hasonlóan Medinában is vannak olyan területek, ahová csak muszlimok léphetnek be, ezt azonban nem ellenőrzik olyan szigorúan, mint Mekka esetében. Mindkét városban számos mecset áll, melyeket rengeteg muszlim látogat meg az éves zarándoklatok alatt.

## Éghajlat
| Hónap                                  | Jan. | Feb. | Már. | Ápr. | Máj. | Jún. | Júl. | Aug. | Szep. | Okt. | Nov. | Dec. | Év   |
| -------------------------------------- | ---- | ---- | ---- | ---- | ---- | ---- | ---- | ---- | ----- | ---- | ---- | ---- | ---- |
| Rekord max. hőmérséklet (°C)           | 33,2 | 36,6 | 40,0 | 43,0 | 46,0 | 47,0 | 49,0 | 48,4 | 46,4  | 42,8 | 36,8 | 32,2 | 49,0 |
| Átlagos max. hőmérséklet (°C)          | 24,2 | 26,6 | 30,6 | 34,3 | 39,6 | 42,9 | 42,9 | 43,5 | 42,3  | 36,3 | 30,6 | 26,0 | 35,0 |
| Átlagos min. hőmérséklet (°C)          | 11,6 | 13,4 | 16,8 | 21,2 | 25,5 | 28,4 | 29,1 | 29,9 | 27,9  | 21,9 | 17,7 | 13,5 | 21,4 |
| Rekord min. hőmérséklet (°C)           | 1,0  | 3,0  | 7,0  | 11,5 | 14,0 | 21,7 | 22,0 | 23,0 | 18,2  | 11,6 | 9,0  | 3,0  | 1,0  |
| Átl. csapadékmennyiség (mm)            | 6    | 3    | 10   | 10   | 5    | 0    | 1    | 4    | 0     | 3    | 10   | 8    | 60   |
| Forrás: Jeddah Regional Climate Center |      |      |      |      |      |      |      |      |       |      |      |      |      |

## Történelem

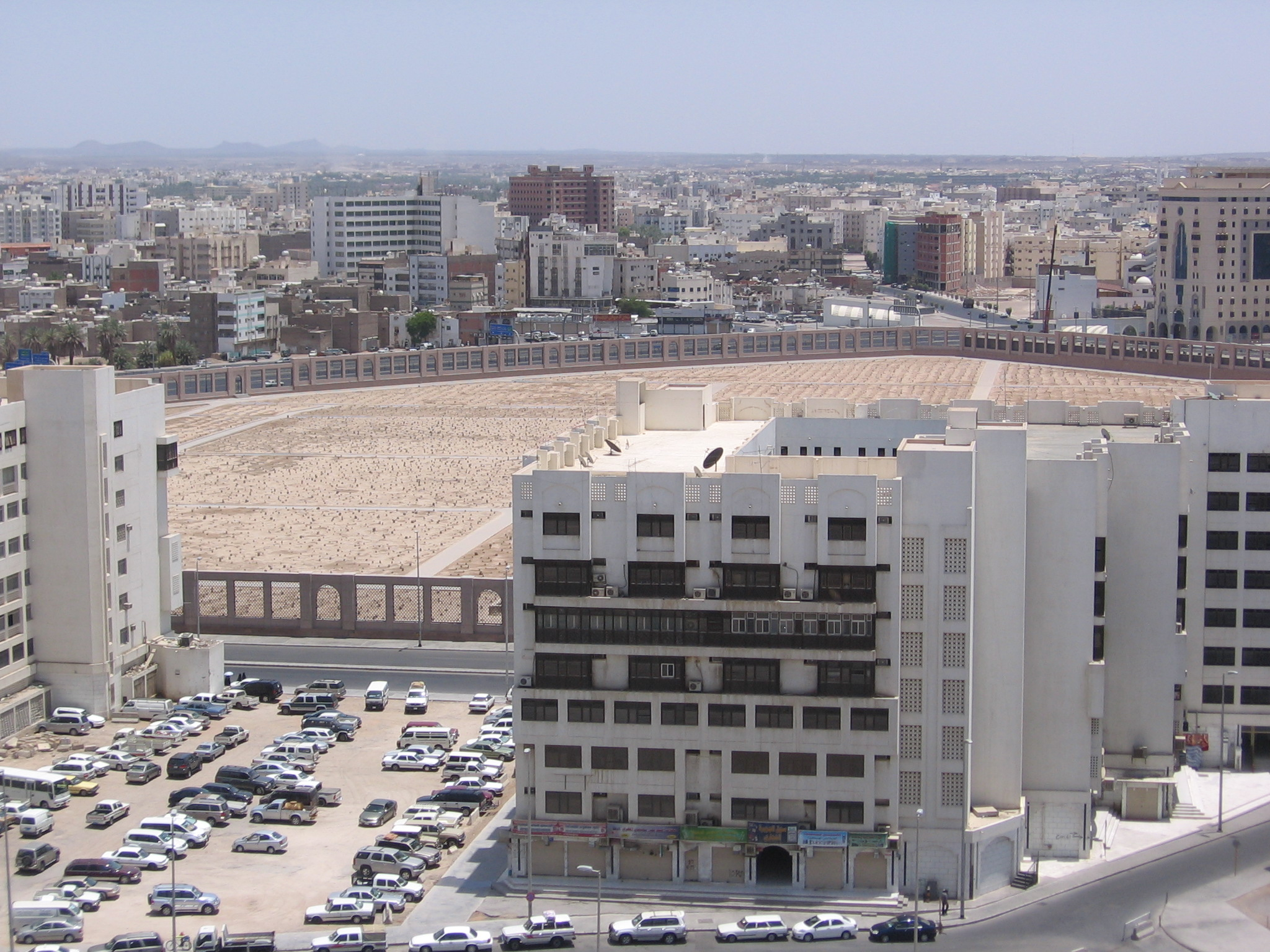
Temető

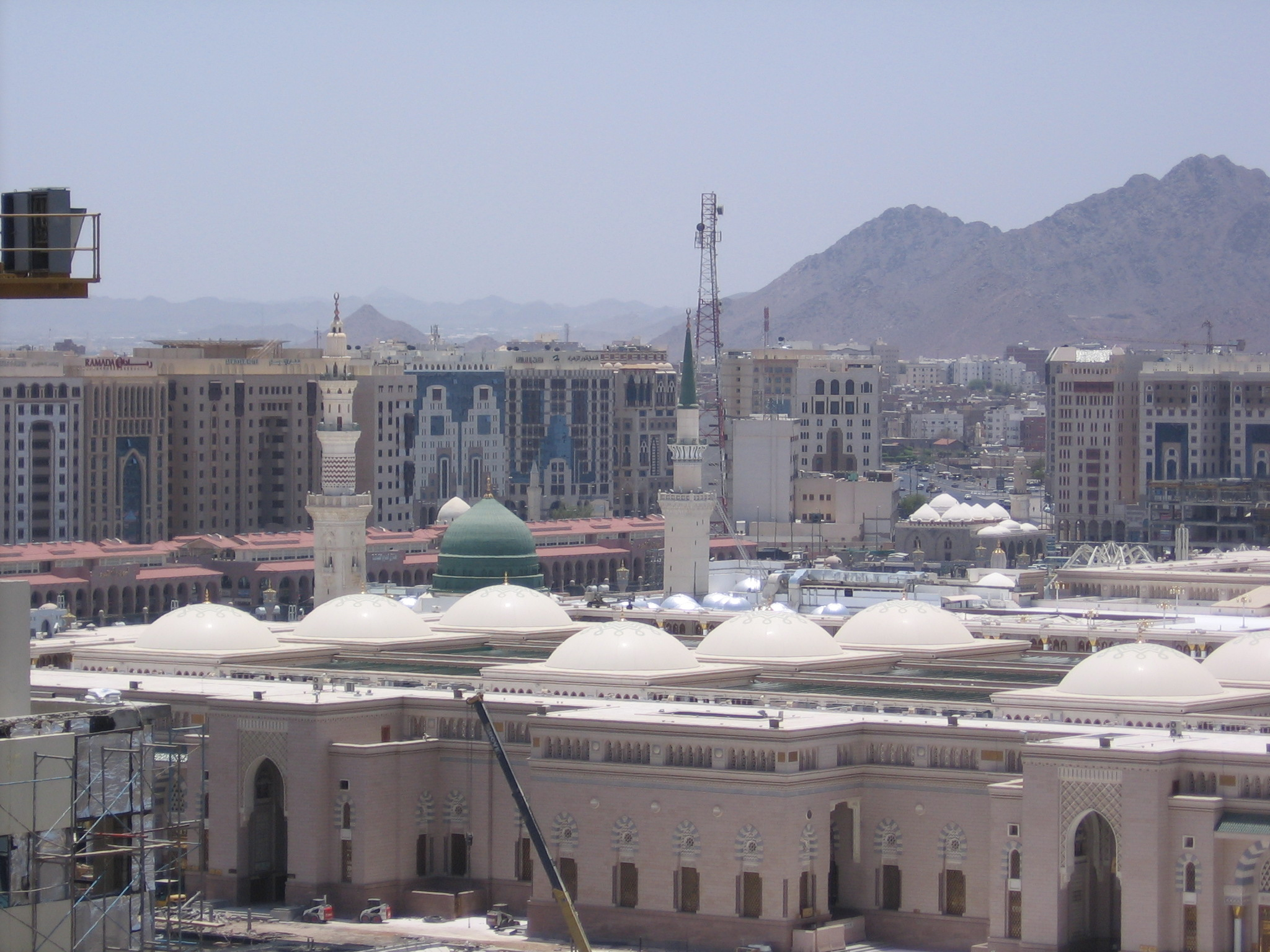
Mecsetek

Az iszlám előtti időkben Jatrib fontos kereskedőváros volt, pogány lakói évente zarándoklatot tettek Mekka szentélyeibe, melyeket a két város közös istenének, Manatnak emeltek. A város az arab zsidóság egyik fontos központja is volt.
622-ben Medina lett Mohamed egyre terjedő vallásának központja, a hidzsra után. Mohamedet ugyanebben az évben meghívták Jathribba, hogy éljen ott és legyen a város vezetője. Különböző muszlim források, például a hadísz szerint Medina népessége két pogány (az Ausz és a Khazraj) és három zsidó (a Banú Qainuka'a, a Banú Nadhir és a Banú Qurayza) törzsből állt.
A hagyomány szerint a két pogány törzs meghallotta, hogy Mekkában egy új próféta él, akinek népét a mekkaiak üldözik, és elhatározták, megkérik, hogy segítsen megoldani az összetűzésüket. Mohamed és követői beleegyeztek, hogy Jathribba költöznek (ez volt a hidzsra), a város pedig ezután al-Madinah al-Nabi, a Próféta Városa néven lett ismert. Mohamed itt foglalta össze a medinai nyilatkozatot, ami a város vezetőjévé tette. A hagyomány úgy tartja, ebbe a város minden törzse beleegyezett. 627-ben azonban Mekka hadserege Abú Szufian parancsára megtámadta Medinát. Abú Szufian megkérte a Banú Qurayza törzset, hogy segítsenek neki meghódítani Medinát, és támadjanak a muszlimokra hátulról, vagy engedjék be a mekkaiakat a városba. A Bukhari-hadísz szerint ez az árulás az egyezség megszegését jelentette, és Sa'ad ibn Mua'dh ítélete értelmében az áruló törzs férfijait kivégezték. Mivel az eseményről szóló egyetlen híradás ez a 2 évszázaddal később írt hadísz, nem tudható pontosan, milyen körülmények vezettek a kivégzéshez és a különböző törzsek kiűzéséhez. Mohamed igyekezett rávenni a város népét, hogy kövessék az új vallást, az iszlámot, a medinai nyilatkozat pedig Isten küldötteként említi Mohamedet. A meglehetősen számottevő zsidó népességet és a keresztényeket ellenben meglehetősen nehéz volt meggyőzni arról, hogy az iszlám a judaizmus el nem torzított változata és Jézus igaz vallása.
A hidzsrát követő tíz évben Medina volt Mohamed főhadiszállása, innen vonult Mekka ellen, amit harc nélkül elfoglalt. Annak ellenére, hogy Mohamed vezetése alatt Mekka is muszlim város lett, Medina még pár évig megtartotta az iszlám legfontosabb városa és a kalifátus tulajdonképpeni fővárosa rangot.
Az első négy kalifa, az Igazságos kalifák uralma alatt a muszlim birodalom egyre terjeszkedett, és nemsokára olyan fontos tudományos központok is hozzátartoztak, mint Jeruzsálem, Damaszkusz és Bagdad. A negyedik kalifa, Ali halála után utódja, I. Muawiyah Damaszkuszt tette meg fővárossá, Medina fontossága csökkenni kezdett, a továbbiakban inkább vallási, mint politikai jelentőséggel bírt.
1924-ben a várost, ami azt megelőzően évszázadokig az Oszmán Birodalom része volt, meghódította Ibn Szaúd, aki később Szaúd-Arábia első királya lett.
Medinába nem muszlimok nem tehetik be a lábukat; ez különbözik attól, ami a próféta idejében volt szokás, ő ugyanis megengedte, hogy keresztények imádkozzanak a Próféta Mecsetjében.

## Közlekedés
A várost érinti a 2018-ban átadott, Medinát Mekkával összekötő Haramain HSR nagysebességű vasútvonal. Repülőtere a Muhammad bin Abdul-Aziz herceg nemzetközi repülőtér, mely az ország negyedik legforgalmasabb légikikötője.